# Russell Richardson
Russell Richardson (Verenigde Staten, 18 januari 1976) is een Amerikaanse acteur en stemacteur. Richardson is het meest bekend door zijn werk in computerspellen. In 2017 speelde Richardson de rol van Maj. Howard in Call of Duty: WWII, en in 2018 verzorgde hij de stem van Jefferson Davis in het computerspel Spider-Man van Insomniac Games. Ook speelde Richardson in de debuutfilm van het Marvel Cinematic Universe, Iron Man in 2008.

## Filmografie

### Films
Inclusief korte films
| Jaar | Titel                             | Rol                |
| ---- | --------------------------------- | ------------------ |
| 1999 | Ancient Evil: Scream of the Mummy | Arlando            |
| 1999 | Ragdoll                           | Kwame              |
| 2000 | Urban Evil                        | Kwame              |
| 2000 | Tigerland                         | Pvt. Johnson       |
| 2002 | The Rookie                        | Brooks             |
| 2003 | Prenups                           | Phone Conversation |
| 2006 | Death Row                         | Anibal             |
| 2008 | Iron Man                          | Viper 2            |
| 2011 | The Reginald Lewis Story          | Reginald Lewis     |
| 2012 | Hear Me                           | Alex               |
| 2013 | Scavengers                        | Overkill           |
| 2013 | Getting Back to Zero              | Steven             |
| 2018 | Congo Cabaret                     | Zeddy              |
| 2018 | Kansas City                       | Captain Foxx       |

### Series
| Jaar    | Titel                                      | Rol                       |
| ------- | ------------------------------------------ | ------------------------- |
| 2002    | JAG                                        | P.O. Hamilton             |
| 2002    | Boston Public                              | Amaad Crenshaw            |
| 2003    | The Parkers                                | Greg                      |
| 2006    | Without a Trace                            | Amos Burnett              |
| 2009    | CSI: Miami                                 | Cody Barton               |
| 2010    | Dark Blue                                  | N/A                       |
| 2011    | Detroit 1-8-7                              | Lavelle                   |
| 2011    | Rizzoli & Isles                            | Terrence 'Little T' Jones |
| 2013    | NCIS: Naval Criminal Investigative Service | Sergeant C. Spooner       |
| 2014-15 | Criminal Minds                             | Thomas Scott              |
| 2015    | NCIS: New Orleans                          | Marcus Martel             |
| 2017    | Wisdom of the Crowd                        | Eli Reddick               |

### Computerspellen
| Jaar | Titel                          | Rol             |
| ---- | ------------------------------ | --------------- |
| 2014 | Call of Duty: Advanced Warfare | Cormack         |
| 2017 | Call of Duty: WWII             | Maj. Howard     |
| 2018 | Spider-Man                     | Jefferson Davis |
| 2020 | Spider-Man: Miles Morales      | Jefferson Davis |